# Osvaldo Castellan
Innocente "Osvaldo" Castellan (Cittadella, 21 gennaio 1951 – Cittadella, 23 ottobre 2008) è stato un ciclista su strada italiano.

## Carriera
Nato nel 1951 a Cervarese Santa Croce, in provincia di Padova, non passò mai professionista, gareggiando per tutta la carriera, terminata nel 1972 a 21 anni, da dilettante. Proprio nel 1972 vinse l'Astico-Brenta.
A 21 anni prese parte ai Giochi olimpici di Monaco di Baviera 1972, terminando 9º nella cronometro a squadre insieme a Pasqualino Moretti, Francesco Moser e Giovanni Tonoli, con il tempo di 2h14'36"2.
Morì nel 2008, a 57 anni.

## Palmarès
- 1972 (dilettanti)

Astico-Brenta

## Piazzamenti

### Competizioni mondiali
- Giochi olimpici

Monaco di Baviera 1972 - Cronometro a squadre: 9º